# Mondavio
Mondavio är en ort och kommun i provinsen Pesaro e Urbino i regionen Marche i Italien. Kommunen hade 3 817 invånare (2018).